# 李敏
李 敏（り びん、1936年 - ）は、中華人民共和国の政治家。毛沢東と賀子珍の間に生まれた子供のうち、成長した唯一の娘。延安生まれ。

## 人物・略歴
1938年、延安で毛沢東に追放された賀子珍はソビエト連邦に渡り、東方勤労者共産大学に入学し、卒業後もソ連にとどまって国際児童院の東洋部に勤務した。賀子珍はモスクワで毛とのあいだにできた息子（第六子）を出産したが、1歳にならないうちに肺炎にかかり、ろくな治療も受けさせてもらえず亡くなり、モスクワの共同墓地に葬った。賀子珍は1939年以降、延安の中共中央に手紙や電報で帰国を願い出るようになったが、かなわなかった。毛沢東は、延安の農村で育ててもらっている3歳の嬌嬌をモスクワに送った。彼女がのちの李敏である。中共は賀子珍を毛沢東夫人と認めなかったので、ソ連では彼女らを普通の母子として扱った。ある年の冬、託児所で病気になった嬌嬌を、まだ生きているにもかかわらず医師が死体安置所に入れてしまう事故があった。1940年から7年間、嬌嬌は母とともにモスクワ東部のイヴァノヴォにあるインタードームで生活した。 

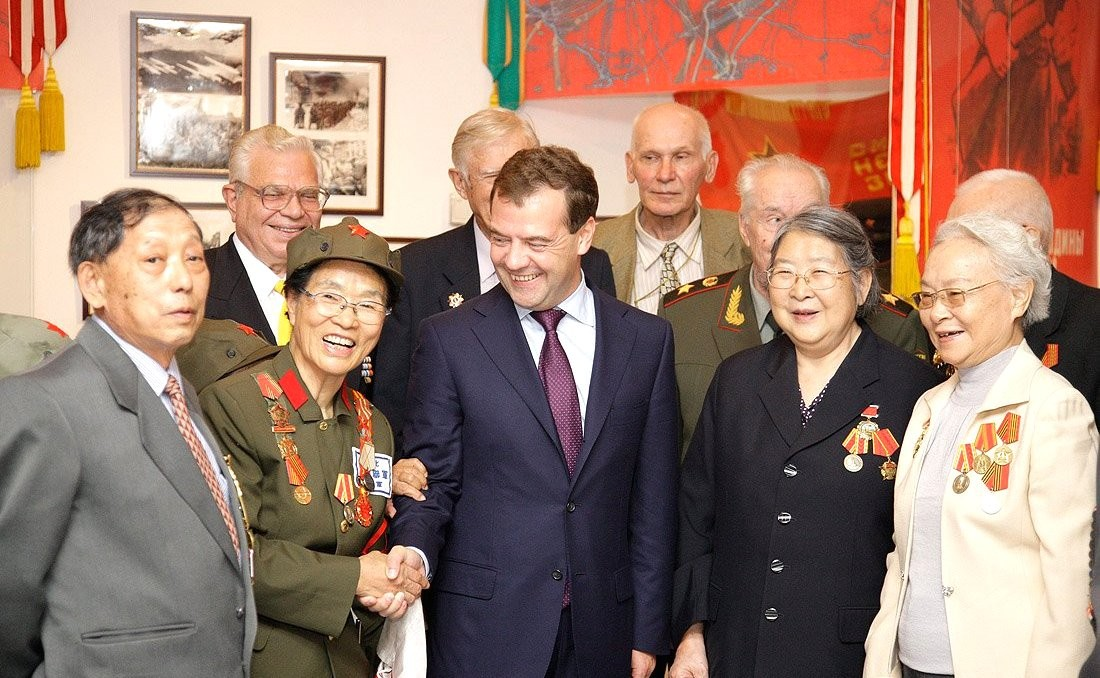
2010年、ロシアのメドヴェージェフ大統領と。前列左から王立平（第88旅団戦士）、李敏（同姓同名、朝鮮族の政治家）、メドヴェージェフ、李敏、劉愛琴（劉少奇の娘）

1947年、モスクワ訪問中のかつての中共コミンテルン代表の王稼祥と妻の朱仲麗は偶然、賀子珍の消息を聞いて彼女に同情し、強い義侠心を発揮して羅栄桓とともにコミンテルンと交渉、賀子珍は解放されて中国に戻った。賀子珍は和解の気持ちで娘を毛沢東に送り届けたが、江青と結婚していた毛沢東は嬌嬌を手元に置いて賀子珍に逢わせず、中南海の毛沢東邸で、第4夫人の江青に育てさせた。「李敏」の名は、江青の本名から「李」姓を継いだものである。
李敏は、北京師範大学卒業後、1959年に孔子の末裔の孔令華と結婚、息子の孔継寧と娘の孔東梅をもうけた。1976年に中国人民政治協商会議委員に選出された。2008年の四川大地震の際には異母妹の李訥と連名で、被災地に10万元を義援金として送った。